# Rio Open
Rio Open är en tennisturnering som spelas i Rio de Janeiro, Brasilien. Turneringen spelas utomhus på grus och är en del av ATP 500 Series och tidigare WTA International Tournaments.

## Resultat

### Herrsingel
| År   | Mästare                                  | Finalist                                 | Resultat                                 |                                          |
| ---- | ---------------------------------------- | ---------------------------------------- | ---------------------------------------- | ---------------------------------------- |
| 2014 | Rafael Nadal                             | Alexandr Dolgopolov                      | 6–3, 7–6(7–3)                            |                                          |
| 2015 | David Ferrer                             | Fabio Fognini                            | 6–2, 6–3                                 |                                          |
| 2016 | Pablo Cuevas                             | Guido Pella                              | 6–4, 6–7(5–7), 6–4                       |                                          |
| 2017 | Dominic Thiem                            | Pablo Carreño Busta                      | 7–5, 6–4                                 |                                          |
| 2018 | Diego Schwartzman                        | Fernando Verdasco                        | 6–2, 6–3                                 |                                          |
| 2019 | Laslo Đere                               | Félix Auger-Aliassime                    | 6–3, 7–5                                 |                                          |
| 2020 | Cristian Garín                           | Gianluca Mager                           | 7–67–3, 7–5                              |                                          |
| 2021 | Hölls inte på grund av covid-19-pandemin | Hölls inte på grund av covid-19-pandemin | Hölls inte på grund av covid-19-pandemin | Hölls inte på grund av covid-19-pandemin |
| 2022 | Carlos Alcaraz                           | Diego Schwartzman                        | 6–4, 6–2                                 |                                          |
| 2023 | Cameron Norrie                           | Carlos Alcaraz                           | 5–7, 6–4, 7–5                            |                                          |
| 2024 | Sebastián Báez                           | Mariano Navone                           | 6–2, 6–1                                 |                                          |
| 2025 | Sebastián Báez (2)                       | Alexandre Müller                         | 6–2, 6–3                                 |                                          |

### Herrdubbel
| År   | Mästare                                   | Finalister                               | Resultat                                 |                                          |
| ---- | ----------------------------------------- | ---------------------------------------- | ---------------------------------------- | ---------------------------------------- |
| 2014 | Juan Sebastián Cabal Robert Farah         | David Marrero Marcelo Melo               | 6–4, 6–2                                 |                                          |
| 2015 | Martin Kližan Philipp Oswald              | Pablo Andújar Oliver Marach              | 7–6(7–3), 6–4                            |                                          |
| 2016 | Juan Sebastián Cabal (2) Robert Farah (2) | Pablo Carreño Busta David Marrero        | 7–6(7–5), 6–1                            |                                          |
| 2017 | Pablo Carreño Busta Pablo Cuevas          | Juan Sebastián Cabal Robert Farah        | 6–4, 5–7, [10–8]                         |                                          |
| 2018 | David Marrero Fernando Verdasco           | Nikola Mektić Alexander Peya             | 5–7, 7–5, [10–8]                         |                                          |
| 2019 | Máximo González Nicolás Jarry             | Thomaz Bellucci Rogério Dutra Silva      | 6–7(3–7), 6–3, [10–7]                    |                                          |
| 2020 | Marcel Granollers Horacio Zeballos        | Salvatore Caruso Federico Gaio           | 6–4, 5–7, [10–7]                         |                                          |
| 2021 | Hölls inte på grund av covid-19-pandemin  | Hölls inte på grund av covid-19-pandemin | Hölls inte på grund av covid-19-pandemin | Hölls inte på grund av covid-19-pandemin |
| 2022 | Simone Bolelli Fabio Fognini              | Jamie Murray Bruno Soares                | 7–5, 6–7(2–7), [10–6]                    |                                          |
| 2023 | Máximo González (2) Andrés Molteni        | Juan Sebastián Cabal Marcelo Melo        | 6–1, 7–6(7–3)                            |                                          |
| 2024 | Nicolás Barrientos Rafael Matos           | Alexander Erler Lucas Miedler            | 6–4, 6–3                                 |                                          |
| 2025 | Rafael Matos (2) Marcelo Melo             | Pedro Martínez Jaume Munar               | 6–2, 7–5                                 |                                          |

### Damsingel
| År   | Mästare             | Finalist                  | Resultat      |
| ---- | ------------------- | ------------------------- | ------------- |
| 2014 | Kurumi Nara         | Klára Zakopalová          | 6–1, 4–6, 6–1 |
| 2015 | Sara Errani         | Anna Karolína Schmiedlová | 7–6(7–2), 6–1 |
| 2016 | Francesca Schiavone | Shelby Rogers             | 2–6, 6–2, 6–2 |

### Damdubbel
| År   | Mästare                                 | Finalister                         | Resultat      |
| ---- | --------------------------------------- | ---------------------------------- | ------------- |
| 2014 | Irina-Camelia Begu María Irigoyen       | Johanna Larsson Chanelle Scheepers | 6–2, 6–0      |
| 2015 | Ysaline Bonaventure Rebecca Peterson    | Irina-Camelia Begu María Irigoyen  | 3–0, avbröt.  |
| 2016 | Verónica Cepede Royg María Irigoyen (2) | Tara Moore Conny Perrin            | 6–1, 7–6(7–5) |